# فهرست شخصیت‌های فرنچایز بریکینگ بد
برِیکینگ بَد یک مجموعه تلویزیونی درام آمریکایی ساخته شده توسط وینس گیلیگان می‌باشد که از سال ۲۰۰۸ تا ۲۰۱۳ در شبکه ای‌ام‌سی به نمایش درآمده است. این مجموعه با سریال بهتره با ساول تماس بگیری که آن هم ساخته شبکه ای‌ام‌سی آمریکا است و توسط وینس گیلیگان و پتر گولد خلق شده‌است، از ۸ فوریه ۲۰۱۵ ادامه پیدا کرد. در ادامه فهرستی از شخصیت‌ها و بازیگران این دو سریال آورده شده‌است.

## شخصیت‌های اصلی
| شخصیت                 | به تصویر کشیده شده توسط | بریکینگ بد | بریکینگ بد | بریکینگ بد | بریکینگ بد | بریکینگ بد | بریکینگ بد | بهتره با ساول تماس بگیری | بهتره با ساول تماس بگیری | بهتره با ساول تماس بگیری | بهتره با ساول تماس بگیری | بهتره با ساول تماس بگیری | بهتره با ساول تماس بگیری | ال کامینو: فیلم بریکینگ بد | تعداد |
| شخصیت                 | به تصویر کشیده شده توسط | ۱          | ۲          | ۳          | ۴          | ۵          | ۵          | ۱                        | ۲                        | ۳                        | ۴                        | ۵                        | ۶                        | ال کامینو: فیلم بریکینگ بد | تعداد |
| --------------------- | ----------------------- | ---------- | ---------- | ---------- | ---------- | ---------- | ---------- | ------------------------ | ------------------------ | ------------------------ | ------------------------ | ------------------------ | ------------------------ | -------------------------- | ----- |
| والتر وایت/ هایزنبرگ  | برایان کرانستون         | اصلی       | اصلی       | اصلی       | اصلی       | اصلی       | اصلی       |                          |                          |                          |                          |                          | تکرارکننده               | فرعی                       | ۶۵    |
| اسکایلر وایت          | آنا گان                 | اصلی       | اصلی       | اصلی       | اصلی       | اصلی       | اصلی       |                          |                          |                          |                          |                          |                          |                            | ۶۲    |
| جسی پینکمن            | آرون پال                | اصلی       | اصلی       | اصلی       | اصلی       | اصلی       | اصلی       |                          |                          |                          |                          |                          | دوره‌ای                   | حضور                       | ۶۵    |
| هنک شریدر             | دین نوریس               | اصلی       | اصلی       | اصلی       | اصلی       | اصلی       | اصلی       |                          |                          |                          |                          | دوره‌ای                   |                          |                            | ۵۵    |
| ماری شریدر            | بتسی براندت             | اصلی       | اصلی       | اصلی       | اصلی       | اصلی       | اصلی       |                          |                          |                          |                          |                          | مهمان                    |                            | ۵۲    |
| والتر وایت جونیور     | آرجی میته               | اصلی       | اصلی       | اصلی       | اصلی       | اصلی       | اصلی       |                          |                          |                          |                          |                          |                          |                            | ۵۳    |
| گاس فرینگ             | جیانکارلو اسپوزیتو      |            | دوره‌ای     | اصلی       | اصلی       |            |            |                          |                          | اصلی                     | اصلی                     | اصلی                     | اصلی                     |                            | ۵۹    |
| جیمزمک‌گیل/ ساول گودمن | باب ادنکیرک             |            | دوره‌ای     | اصلی       | اصلی       | اصلی       | اصلی       | اصلی                     | اصلی                     | اصلی                     | اصلی                     | اصلی                     | اصلی                     |                            | ۹۹    |
| مایک ارمنتراوت        | جاناتان بنکس            |            | مهمان      | اصلی       | اصلی       | اصلی       |            | اصلی                     | اصلی                     | اصلی                     | اصلی                     | اصلی                     | اصلی                     | فرعی                       | ۸۵    |
| لیدیا رودارت کویل     | لورا فریزر              |            |            |            |            | دوره‌ای     | اصلی       |                          |                          | دوره‌ای                   | مهمان                    |                          |                          | ۱۳                         |       |
| تاد آلکوئست           | جسی پلمونس              |            |            |            |            | دوره‌ای     | اصلی       |                          |                          |                          |                          |                          |                          | کمکی                       | ۱۲    |
| کیم وکسلر             | ری سیهورن               |            |            |            |            |            |            | اصلی                     | اصلی                     | اصلی                     | اصلی                     | اصلی                     | اصلی                     |                            | ۶۰    |
| هاوارد هملین          | پاتریک فابیان           |            |            |            |            |            |            | اصلی                     | اصلی                     | اصلی                     | اصلی                     | اصلی                     | اصلی                     |                            | ۴۴    |
| ناچو وارگا            | مایکل ماندو             |            |            |            |            |            |            | اصلی                     | اصلی                     | اصلی                     | اصلی                     | اصلی                     | اصلی                     |                            | ۳۳    |
| چاک مک‌گیل             | مایکل مک‌کین             |            |            |            |            |            |            | اصلی                     | اصلی                     | اصلی                     | دوره‌ای                   |                          | مهمان                    |                            | ۲۸    |
| لالو سالامانکا        | تونی دالتون             |            |            |            |            |            |            |                          |                          |                          | دوره‌ای                   | اصلی                     | اصلی                     |                            | ۱۶    |

### معرفی‌شده دربریکینگ بد

#### والتر وایت

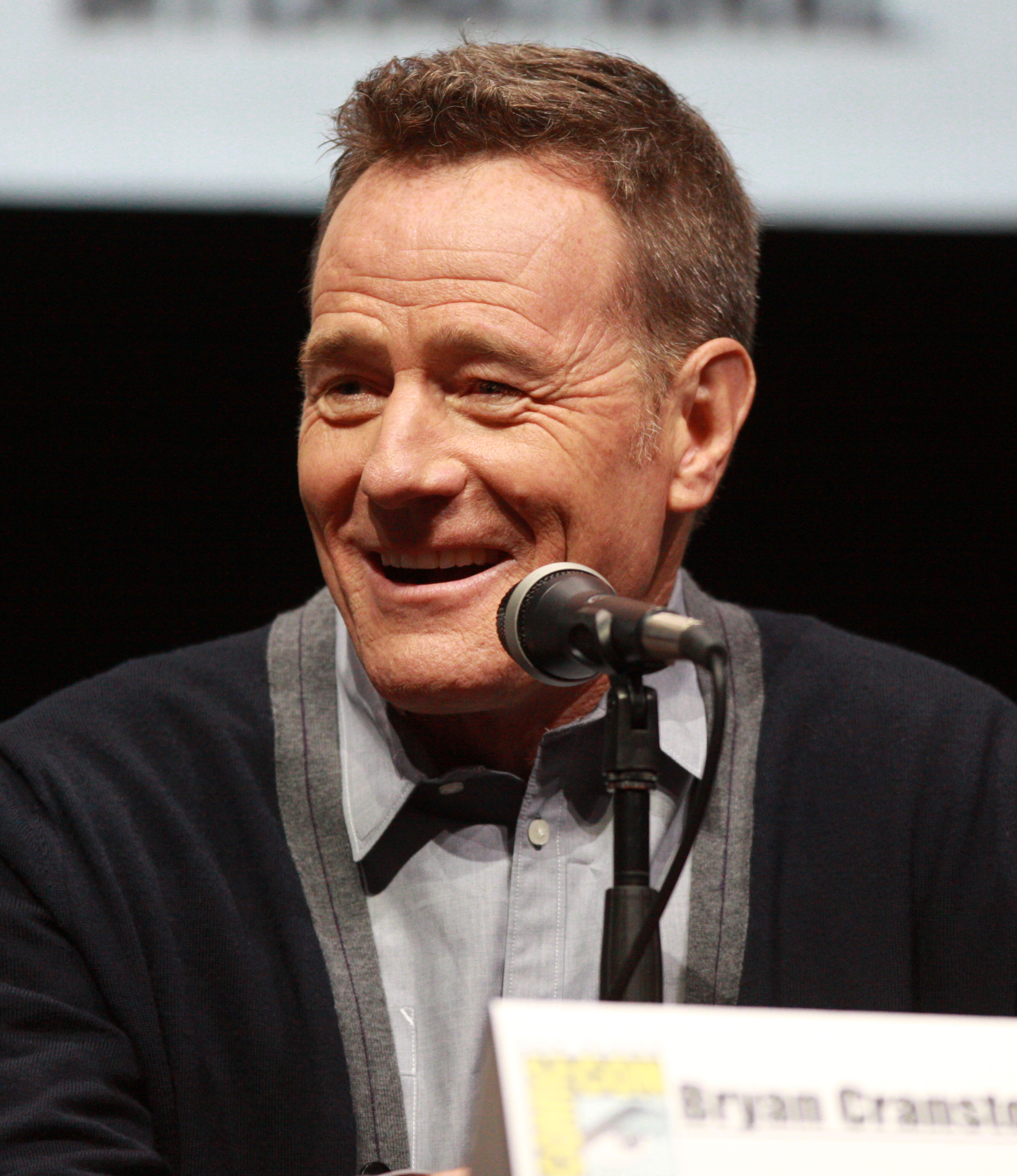
برایان کرانستون

والتر هارتول وایت (همچنین شناخته شده با نام مستعار هایزنبرگ) (با بازی برایان کرانستون) شخصیت اصلی مجموعه بریکینگ بد می‌باشد. او در ابتدا یک معلم شیمی است که در روز تولد ۵۰ سالگی‌اش متوجه می‌شود به سرطان ریه مبتلا شده‌ است و به همین خاطر سعی می‌کند با تولید و فروش مت‌آمفتامین برای خانواده‌اش پول جمع کرده تا بعد از مرگ وی دچار مشکل مالی نشوند.

#### اسکایلر وایت

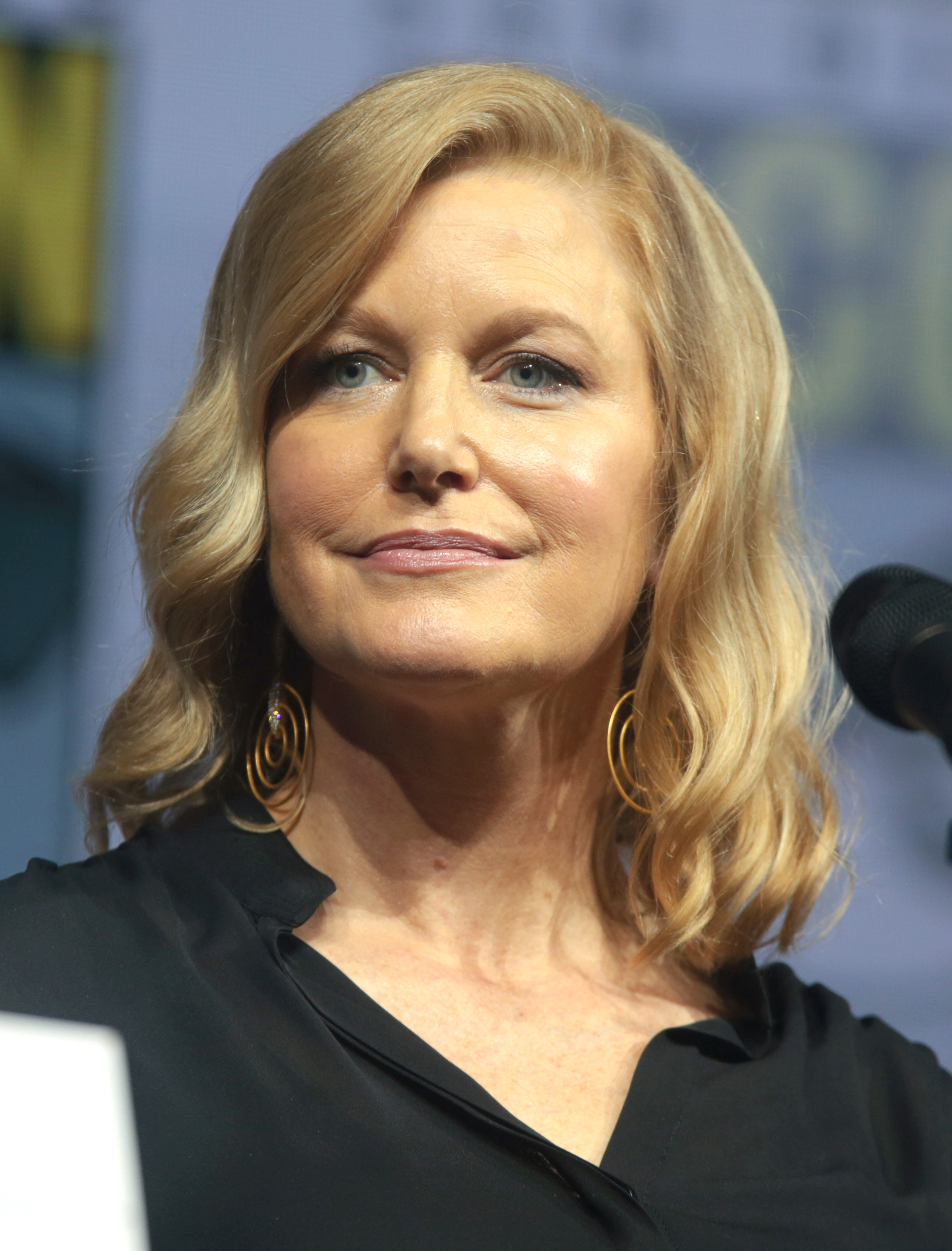
آنا گان

اسکایلر وایت (با بازی آنا گان)، همسر والتر است.

#### جسی پینکمن

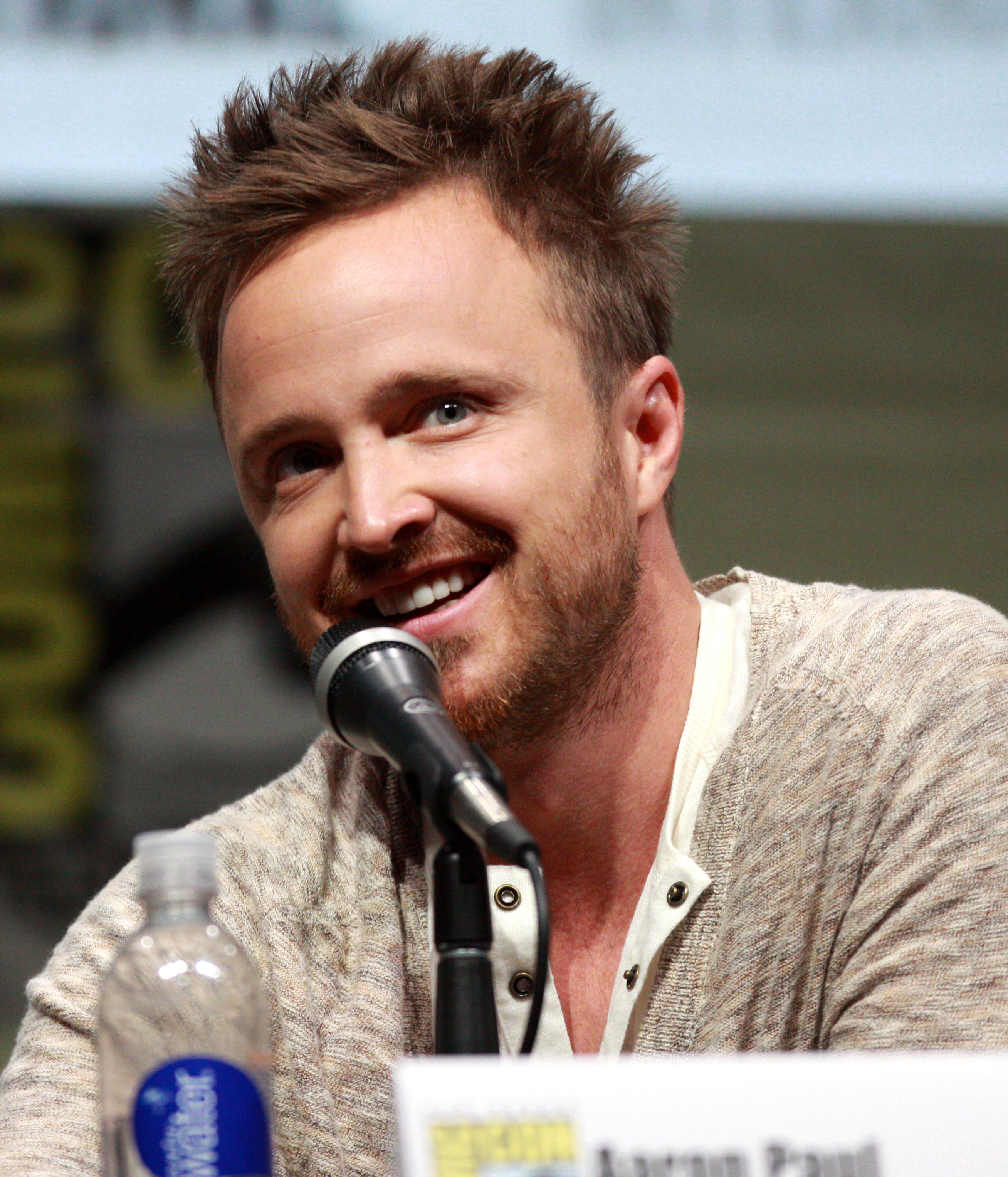
آرون پال

جسی بروس پینکمن (با بازی آرون پال) یک خرده فروش مواد مخدر است که پیش‌تر در دوران دبیرستان و در درس شیمی شاگرد والتر وایت بوده‌است. پس از آشنایی مجدد این دو، والتر به جسی پیشنهاد یک کار بزرگتر را در تولید مت‌آمفتامین می‌دهد.

#### هنک شریدر

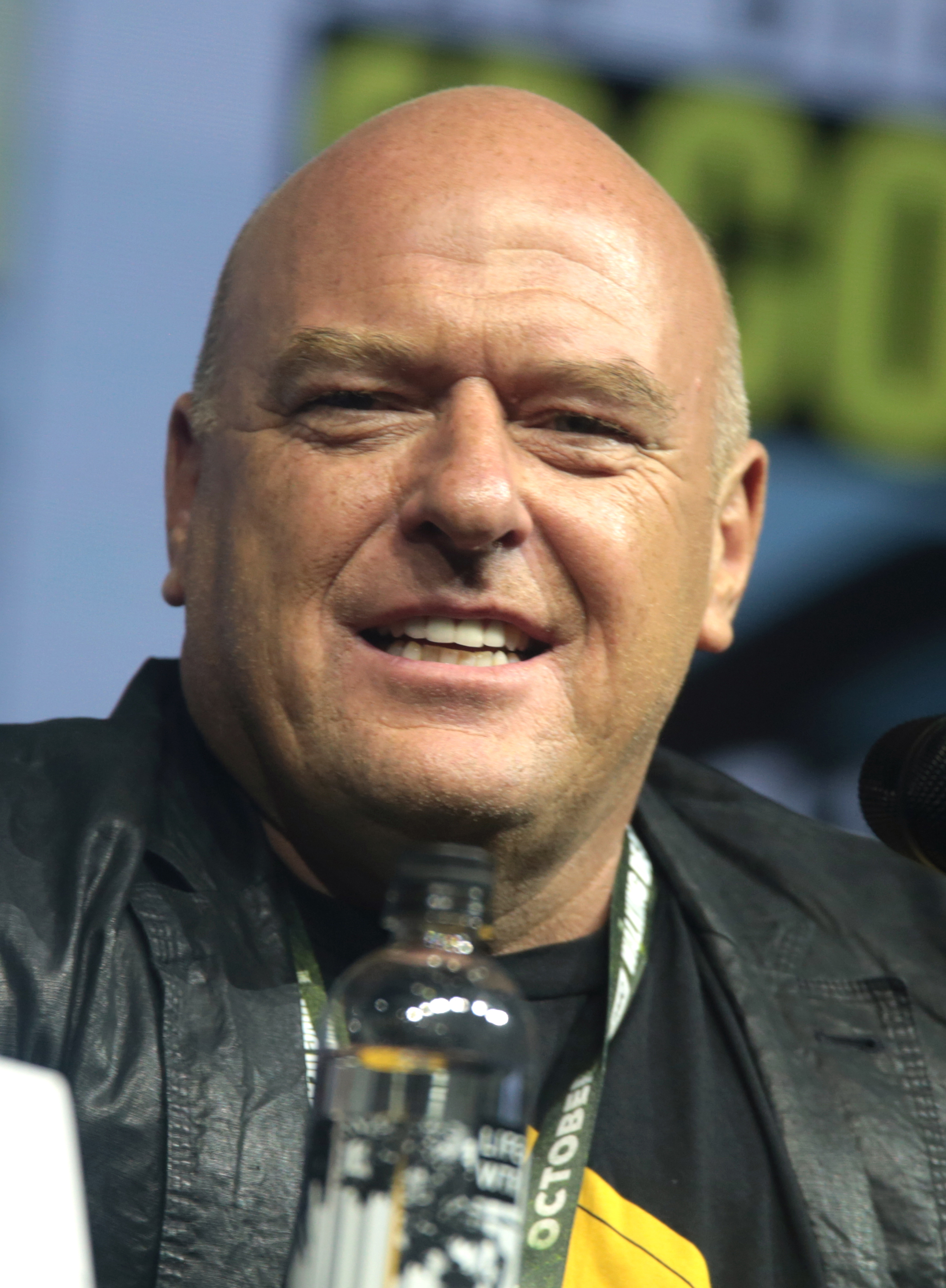
دین نوریس

هنری «هَنک» آر. شریدر (با بازی دین نوریس)، مأمور پلیس مواد مخدر در شهر آلبوکرکی، ایالت نیومکزیکو و باجناق والتر است.
او همسر ماری شریدر، خواهر اسکایلر وایت است.

#### ماری شریدر
ماری شریدر (با بازی بتسی براندت)، همسر هنک و خواهر اسکایلر است.

#### والتر وایت جونیور
والتر وایت جونیور (با بازی آرجی میته)، اولین فرزند والتر و اسکایلر است و دچار اختلال حرکتی (فلج مغزی) می‌باشد.

#### ساول گودمن

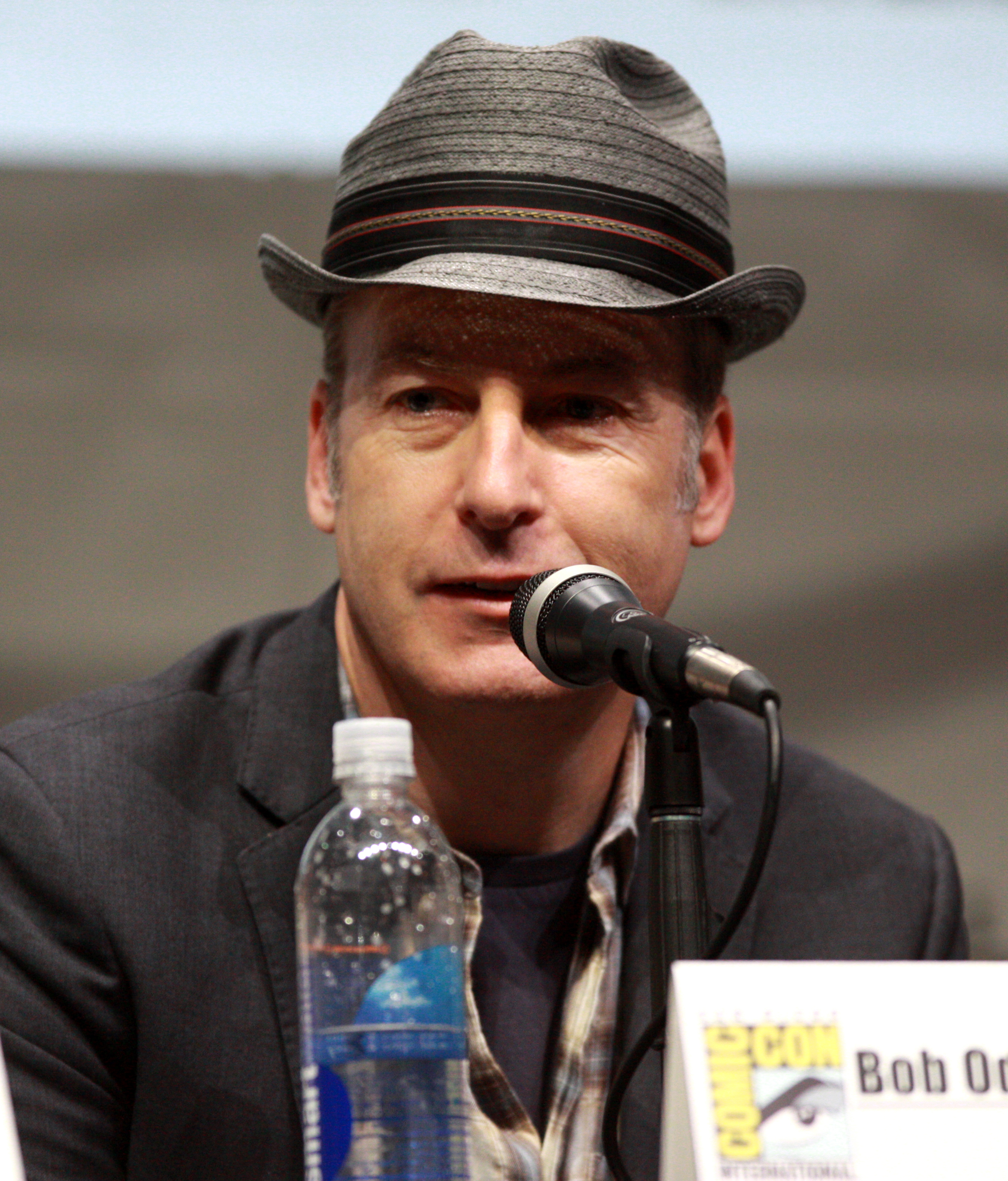
باب ادنکیرک

ساول گودمن، با نام اصلی جیمز «جیمی» مورگان مک‌گیل، یک وکیل است که وکالت والتر و جسی را بر عهده دارد و از بخشی از جرایم آن‌ها مطلع است. باب ادنکیرک ایفاگر نقش ساول در سریال است و همچنین ایجاد برخی از آرامه‌های خنده‌دار در سریال را بر عهده دارد. در سریال بهتره با ساول تماس بگیری بیشتر به گذشته این شخصیت پرداخته می‌شود.

#### گاس فرینگ

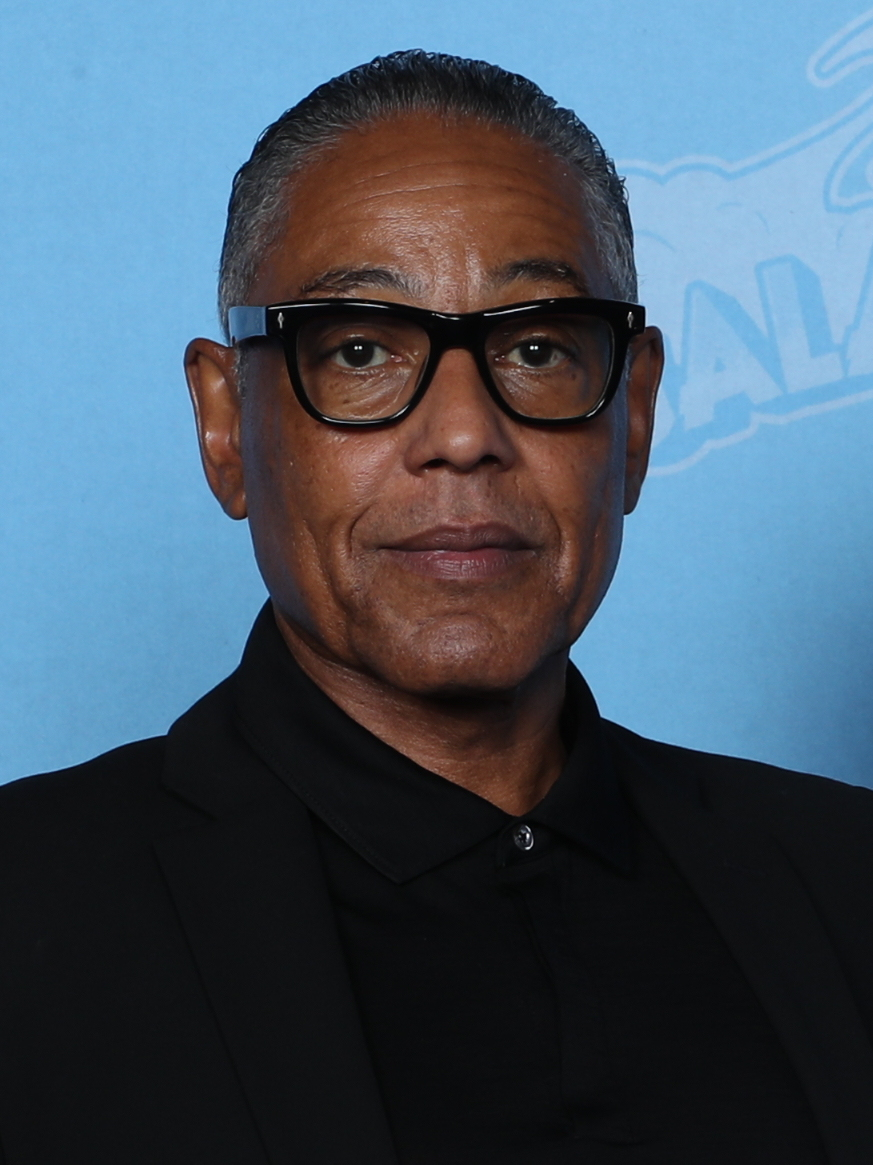
جانکارلو اسپوزیتو

گوستاوو «گاس» فرینگ (با بازی جیانکارلو اسپوزیتو)، یک آمریکایی- شیلیایی و یکی از توزیع کنندگان بزرگ مت‌آمفتامین در جنوب غربی ایالات متحده است که از طریق یک مجموعه رستوران زنجیره‌ای و یک کارگاه خشک‌شویی صنعتی اقدام به پول‌شویی و انتقال مواد مخدر می‌کند. جیانکارلو اسپوزیتو بازیگر نقش گاس در هر دو سریال بریکینگ بد و بهتره با ساول تماس بگیری است.

#### مایک ارمنتراوت

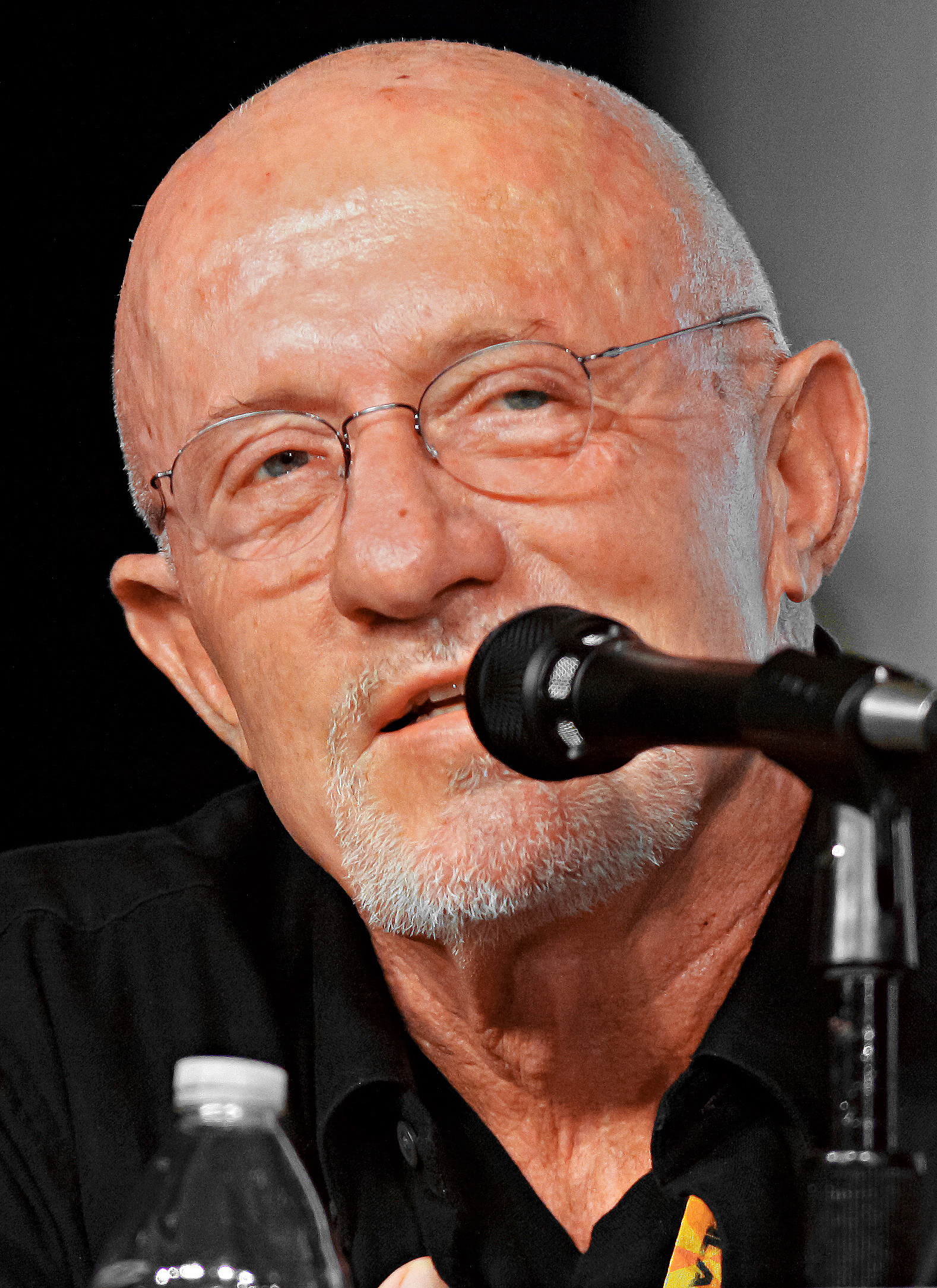
جاناتان بنکس

مایکل «مایک» اِرمِنتِراوت (با بازی جاناتان بنکس)، افسر پلیس سابق فیلادلفیا است که برای گاس فرینگ کار می‌کند. او تحت عنوان سرپرست امنیتی در مجموعه گاس، به عنوان یک هیتمن فعالیت می‌کند. در سریال بهتره با ساول تماس بگیری بیشتر به گذشته این شخصیت پرداخته می‌شود. جاناتان بنکس در هر دو سریال بازیگری این نقش را بر عهده دارد.

#### لیدیا رودارت کویل
لیدیا رودارت کویل (با بازی لورا فریزر) یکی از مدیران شرکت مادریگال الکتروموتیو جی‌ام‌بی‌اچ است که در دفتر این شرکت در هیوستون، تگزاس کار می‌کند. لیدیا که به عنوان یک شخصیت بسیار عصبی و تا حدودی مشکل‌دار به تصویر کشیده می‌شود، شریک فعالیت‌های مواد مخدر گاس است و گاس اغلب مستقیماً از طریق او کار می‌کند تا مخفیانه منابع مادریگال را برای نیازهایش تأمین کند.

#### تاد آلکوئست
تاد آلکوئست (انگلیسی: Todd Alquist) (با بازی جسی پلمونس) یک شخصیت خیالی در سریال بریکینگ بد که جسی پلمونس نقش وی را بازی کرد.تاد آلکویست یک نابودگر برای ومونوس پست، یک شرکت بخور است که توسط والت، مایک، و جسی به عنوان پیشرو برای تجارت مواد غذایی خود پس از مرگ گاس فرینگ مورد استفاده قرار گرفت. تاد و دیگر کارمندان وامونوس نیز سارق هستند و اطلاعات را از خانه‌هایی که در چادرشان می‌گذرانند جمع‌آوری می‌کنند و به مهمان‌های خارجی می‌فروشند. تاد متوجه یک دوربین پرستار بچه در اولین سایت آشپزی والت و جسی بعد از گاس فرینگ می شود و توجه آنها را به عنوان کسی که فکر می کنند ممکن است در آینده مفید باشد به خود جلب می کند. او در سرقت متیلامین از قطار باری کمک می کند و به پسری که در صحنه جرم تصادف می کند، دست تکان می دهد، اما بدون هشدار به او شلیک می کند. تیم با اکراه تاد را پس از قتل مشغول به کار می‌کند و توضیح او را می‌پذیرد که تصور می‌کرد شاهدی برای جنایت وجود ندارد و همه آنها در معرض خطر دستگیری بودند. توضیحات تاد، به علاوه ادعاهای او مبنی بر اینکه عمویش (جک ولکر) باندی را اداره می کند که ارتباطاتی دارد که می تواند برای عملیات متا ارزشمند باشد، والت و مایک را متقاعد می کند که او را زنده نگه دارند، اگرچه جسی تمایلی ندارد.
پس از ترک کار جسی و مایک، تاد دستیار والت در فرآیند پخت و پز می شود. تاد با احترام از والتر به عنوان «آقای وایت» یاد می کند و پس از مطالعه زیر نظر والت، استراحت خود را صرف بررسی یادداشت های خود می کند، اما تا زمانی که استانداردهای والت را برآورده نکند، از پرداخت پول خودداری می کند. پس از اینکه والت مایک را می‌کشد، تاد به خلاص شدن از ماشین و بدن مایک کمک می‌کند و والت از ارتباطات زندان جک برای حذف نه کارمند سابق گاس و وکیل آنها استفاده می‌کند تا از افشای والت جلوگیری کند.
پس از اینکه باند جسی را دستگیر می کند، تاد عموی خود را متقاعد می کند که جسی را به جای کشتن او مجبور کند برای آنها غذا بپزد. جسی یک دسته با سطح خلوص قابل مقایسه با Walt ایجاد می کند. تاد که فکر می‌کند برای انجام یک کار خوب شایسته پاداش است، برای او بستنی می‌آورد و او را به خاطر مهارتش تحسین می‌کند. زمانی که تاد به دوست دختر سابق جسی آندریا شلیک می کند و او را می کشد تا جسی را به خاطر تلاش برای فرار تنبیه کند، جنبه بد تاد دوباره نمایان می شود، اما قبل از شلیک به او عذرخواهی می کند. ماه ها بعد، والتر با شلیک از راه دور یک مسلسل M60 که در صندوق عقب ماشین نصب شده بود، باند جک را می کشد. تاد زنده می ماند، اما جسی با زنجیر دستبندش او را خفه می کند و آنقدر خفه اش می کند که گردنش را ببرد.
تغییر غیرقابل پیش‌بینی تاد بین ادب جذاب و حرکات احترام آمیز تا اعمال خشونت‌آمیز ناگهانی باعث شد که شخصیت او خطرناک‌ترین شرور در سریال بریکینگ بد نامیده شود و IGN او را به عنوان بهترین شرور تلویزیونی سال ۲۰۱۳ معرفی کرد. 

### معرفی شده دربهتره با سال تماس بگیری

#### کیم وکسلر
کیمبرلی «کیم» وکسلر (با بازی ری سیهورن)، وکیلی است که در شرکت حقوقی هملین، هملین  و مک‌گیل مشغول به کار است و رابطه نزدیکی با ساول دارد.

#### هاوارد هملین
هاوارد هملین (با بازی پاتریک فابیان)، به همراه پدرش و چاک مک‌گیل، یکی از بنیان‌گذاران شرکت حقوقی  هملین، هملین  و مک‌گیل می‌باشد.

#### ناچو وارگا
ایگناسیو «ناچو» وارگا (با بازی مایکل ماندو)، یک خلافکار باهوش و دست راست توکو سالامانکا است. 

#### چاک مک‌گیل
چارلز «چاک» مک‌گیل (با بازی مایکل مک‌کین)، برادر بزرگتر جیمی (ساول گودمن) و از بنیان‌گذاران و مدیر شرکت حقوقی  هملین، هملین و مک‌گیل است.

#### لالو سالامانکا
ادواردو «لالو» سالامانکا (با بازی تونی دالتون)، به عنوان متصدی و نماینده کارتل پس از مشکل به‌وجود آمده برای هکتور سالامانکا وارد تجارت در آمریکا می‌شود.

## شخصیت‌های مکمل

### مجریان قانون

#### گتز
گتز (با بازی دی جی کوالز) یک کارآگاه پلیس آلبوکرکی است که در عملیات مخفیانه‌ای شرکت می‌کند که منجر به دستگیری بجر میهیو به دلیل داشتن مت‌آمفتامین می‌شود.

#### استیون گومز
استیون گومز (با بازی استیون مایکل کوئیزادا) شریک و دوست اداره مبارزه با مواد مخدر هنک است. هنگامی که هنک پس از مشاهده یک حمله مرگبار در مرز مکزیک، انتقال را رد کرد، او به ال پاسو ارتقا یافت. گومز از ابتدا دست راست هنک در پرونده هایزنبرگ بوده است. پس از اینکه برادران سالامانکا نزدیک بود هنک را بکشند، گومز شروع به انجام کارهایی می‌کند که هنک به دلیل نقصش نمی‌تواند انجام دهد. در پایان فصل ۴ (به درخواست هنک)، گومز لباس‌شویی صنعتی گاس را با واحد سگ‌های پلیس بازرسی می‌کند، اما هیچ اثری از آزمایشگاه مت‌آمفتامین زیرزمینی پیدا نمی‌کند.

### خانواده و دوستان جسی

#### جین مارگولیس
جین مارگولیس (با بازی کریستن ریتر) همسایه، صاحبخانه و معشوقه جذاب جسی است. او یک پیش نویس پرکار است، مهارتی که او با وجود نداشتن هیچ خالکوبی از آن برای تبدیل شدن به یک هنرمند تاتو استفاده کرده است. او همچنین یک معتاد در حال بهبودی است. او متوجه می‌شود که جسی در گذشته نیز به نقاشی علاقه داشته است و آنها شیفته یکدیگر می‌شوند. آنها به سرعت یک زوج می‌شوند و او دوباره به مواد مخدر اعتیاد پیدا می‌کند و جسی را با هروئین آشنا می‌کند. او بعداً با والت تماس می‌گیرد و با موفقیت او را تهدید می‌کند که در صورت امتناع از دادن سهم پول خود به جسی از یک معامله بزرگ مت‌امفتامین با گاس فرینگ، معامله‌ای که مصرف مواد مخدر جسی تقریباً آن را خراب کرده بود. پس از اینکه والت از دست دادن تقریباً نیم میلیون دلار جسی در دوبلکس خود صرف نظر کرد، او و جسی با هم در مورد فرار کردن به نیوزیلند برای شروع زندگی جدید صحبت می‌کنند. آنها به اتاق خواب جسی می‌روند و هروئین را می‌بینند، اما به جای دور ریختن آن همانطور که قبلاً به خود قول داده بودند، بلند می‌شوند و به خواب می‌روند. در آن شب، والت به آپارتمان برمی‌گردد و زوج معتاد به مواد مخدر را بیهوش در رختخواب می‌بیند. در روند تلاش برای بیدار کردن جسی از گیجی، والت به طور تصادفی جین را به پشت او می‌چرخاند. او هنگام خواب شروع به استفراغ می‌کند و والت بی صدا کنار تخت می‌ایستد و خفگی او را تماشا می‌کند و سپس خفه می‌شود. وینس گیلیگان، خالق سریال، انگیزه والت را از اجازه دادن به جین برای مرگ در طی یک میزگرد در سال ۲۰۱۳ درباره بریکینگ بد در فیلم در مرکز لینکلن توضیح داد و اظهار داشت که والت می‌ترسید که تأثیر بد جین باعث شود جسی در اثر مصرف بیش از حد هروئین به مرگ زودهنگام منجر شود.
جین در یک فلاش بک در ال کامینو: فیلم بریکینگ بد ظاهر می‌شود و به جسی یادآوری می‌کند که گاهی اوقات جهان مردم را به سمت مکان‌های بد می‌برد و علیرغم طبیعت آزادش، بهتر است تصمیمات مهم زندگی را خودتان اتخاذ کنید.

#### برندن میهیو
برندن «بجر» میهیو (با بازی مت ال جونز) دوست جسی است. با وجود اینکه بجر در شرایط آزمایشی قرار دارد، هنوز از مواد مخدر استفاده می‌کند. او شغلی به عنوان طلسم تبلیغات خیابانی برای بانک آلبوکرکی داشت. در طول فصل یک، بجر کار را ترک می کند تا با جسی مت‌آمفتامین بپزد. اختلافات به زودی رخ می‌دهد و راه آنها به شدت از هم جدا می‌شود. در فصل ۲، بجر و جسی با هم آشتی می کنند و بجر به پاکسازی آزمایشگاه مت از زیرزمین جسی کمک می‌کند، سپس به مخفی کردن کاروان جسی که قبلاً حاوی آزمایشگاه شیشه بود نیز کمک می کند. والت و جسی بعداً بجر را برای فروش محصول خود استخدام می‌کنند، اما او به سرعت دستگیر می‌شود. پس از آزادی، بجر به کالیفرنیا فرار می‌کند. پس از بازگشت بجر به نیومکزیکو، جسی او را متقاعد می‌کند تا دوباره شروع به فروش شیشه کند بعداً در جلسات معتادان گمنام با اسکینی پیت شرکت می‌کند، جایی که آنها قصد دارند با اطلاع دادن به گروهی از معتادان در حال بهبودی که «آسمان آبی» (محصول والت و جسی) دوباره در دسترس است، خریداران جدیدی پیدا کنند. بجر و پیت جلسات را مفید می دانند و به طور منظم در آن شرکت می کنند. بجر چندین بار دیگر به جسی کمک می کند و در مهمانی خانه جسی که چندین روز طول می کشد حضور دارد. او همچنین خواننده اصلی گروه تاوتهامر است، گروهی که در آن با جسی هم‌خوانی می‌کند. بجر از طرفداران داستان های علمی تخیلی است و ایده خود را برای فیلمنامه استارترک در قسمت «پول کثیف» به طور طولانی مورد بحث قرار می‌دهد. او و پیت به والت کمک می‌کنند تا شوارتزها را در قسمت پایانی سریال «فلینا» با نگه داشتن نشانگرهای لیزری برای تقلید از مناظر لیزری تفنگ های تک تیرانداز تهدید کند. این حقه والت را قادر می سازد تا شوارتزها را وادار کند تا از پول باقی مانده والت برای ایجاد اعتماد برای والتر جونیور استفاده کنند.

#### اسکینی پیت
اسکینی پیت (با بازی چارلز بیکر) دوست جسی است. او مدتی را در زندان با توکو گذراند و جسی را به او معرفی کرد. جسی پیت را برای معامله مواد مخدر استخدام می کند، اگرچه پیت در شرایط آزمایشی است. هنگامی که پیت توسط دو معتاد دزدیده می شود، جسی مجبور می‌شود پول و محصول را پس بگیرد. پس از دستگیری بجر و کشته شدن کامبو، پیت از ترس اینکه به زندان بازگردانده شود و برای امنیت خودش معامله برای جسی را ترک کرد. او تصمیم می گیرد دوباره مت را برای جسی بفروشد، البته در مقیاس کوچکتر. او در جلسات معتادان گمنام با بجر شرکت می کند. بعد از اینکه برنامه را با هم دنبال کردند و پاک ماندند، وقتی جسی آنها را با مت وسوسه کرد دوباره عود می کنند. بعد از چند روز استفاده سنگین از متد آنها خانه جسی را ترک می کنند. در اپیزود فصل ۵ «هزینه ریسک»، پیت به عنوان یک پیانیست با استعداد نشان داده می شود که او بخش کوچکی از سی‌پی‌ای از سولفژیتو باخ در یک فروشگاه موسیقی را بازی می کند. او همچنین در اولین نمایش نیمه‌فصل «پول خونین» دیده می‌شود، در خانه جسی می‌گذرد و به فیلمنامه استارترک بجر گوش می‌دهد.

### همکاران سال گودمن

#### اد گالبریث
اد گالبریت (با بازی رابرت فورستر)، همچنین به عنوان «مخفی‌کننده» شناخته می شود، در ارائه هویت‌های جدید و مکان‌های جدید برای زندگی به فراریان متخصص است. اد یک مرکز فروش و خدمات جاروبرقی با نام «بهترین کیفیت جاروبرقی» دارد و آنرا به عنوان پوششی برای این تجارت مجرمانه اداره می‌کند.
حضور رابرت فورستر در نقش اد در «ال کامینو» و «بهتره با سال تماس بگیری» از آخرین نقش‌های او بود. او بر اثر سرطان مغز در ۱۱ اکتبر ۲۰۱۹ درگذشت، همان روزی که فیلم اکران شد، اگرچه او پس از مرگ در «بهتره با سال تماس بگیری» در نقش اد ظاهر شد. اد همراه با مایک ارمانترات، والتر وایت، جسی پینکمن و آستین رامی یکی از تنها پنج شخصیتی است که در بریکینگ بد، بهتره با سال تماس بگیری، و ال کامینو ظاهر شده است.  قسمت  مرد جادویی از سریال «بهتره با سال تماس بگیری» به فورستر اختصاص داشت.

#### هیول بابینو
هیول بابینو (با بازی لاول کرافورد) محافظ سال گودمن است که تاکتیک‌های مختلف ارعاب و دیگر کارها را برای سال گودمن انجام می‌دهد. او که بیشتر به خاطر اندازه و مهارت های جیب بری‌اش استخدام شده است تا هوش و ذکاوت. هیول به یک بیماری نارکولپسی مبتلا شده است (مثلاً در زمان های عجیب و غریب به خواب می‌رود، مانند هنگام ایستادن یا در حین انجام جزئیات امنیتی)، و مشکلات گوارشی دارد که باعث می‌شود او به اندازه‌ای که سال می‌خواهد قابل ستایش نباشد.

### دیگر شخصیت‌ها

#### جوی پیر
جو پیر (با بازی لری هانکین) صاحب یک انبار زباله محلی است. او در چندین موقعیت با استفاده از ماشین سنگ شکن خود و به اشتراک گذاشتن دانش خود در مورد محدودیت های قانونی رویه پلیس و جمع آوری شواهد، به والت و جسی کمک می‌کند. او همچنین سیستم آهنربایی مورد استفاده برای پاک کردن شواهد را از لپ‌تاپ گاس فراهم کرد، و تجهیزات آزمایشگاهی قابل حمل مورد استفاده در عملیات آزمایشگاه مخفی وامونوس پست را می‌سازد. در ال کامینو، جسی با او تماس می‌گیرد تا از شر ال کامینو تاد خلاص شود، که جو موافقت می‌کند این کار را به صورت رایگان انجام دهد. با این حال، جو متوجه می‌شود که پلیس به تازگی ردیاب جی‌پی‌اس لوجک را فعال کرده و این باعث فرار او می‌شود، در حالی که به جسی، اسکینی پیت و بجر توصیه می‌کند که همین کار را انجام دهند.